# Churachandpur
Churachandpur è un villaggio dell'India di 1.921 abitanti, capoluogo del distretto di Churachandpur, nello stato federato del Manipur. 

## Geografia fisica
La città è situata a 24° 19' 60 N e 93° 40' 0 E e ha un'altitudine di 921 m s.l.m..

## Società

### Evoluzione demografica
Al censimento del 2001 la popolazione di Churachandpur assommava a 1.921 persone, delle quali 1.281 maschi e 640 femmine